# Laboratorio de Estudios y Seguimiento de Volcanes Activos
El Laboratorio de Estudios y Seguimientos de Volcanes Activos (LESVA) constituye una unidad ejecutora dentro de la Universidad Nacional de Río Negro y forma parte del Instituto de Investigación en Paleobiología y Geología (IIPG) (CONICET - UNRN). Está ubicado en la ciudad de General Roca, en la provincia de Río Negro, Argentina. Su objetivo es la realización de investigaciones multidisciplinarias en el ámbito de los volcanes activos, y avanzar en la comprensión y desarrollo de modelos que describan el comportamiento de estos fenómenos naturales. La aplicación primordial de estas investigaciones radica en la capacidad de determinar, tanto en tiempo como en espacio, la posibilidad de eventos eruptivos.

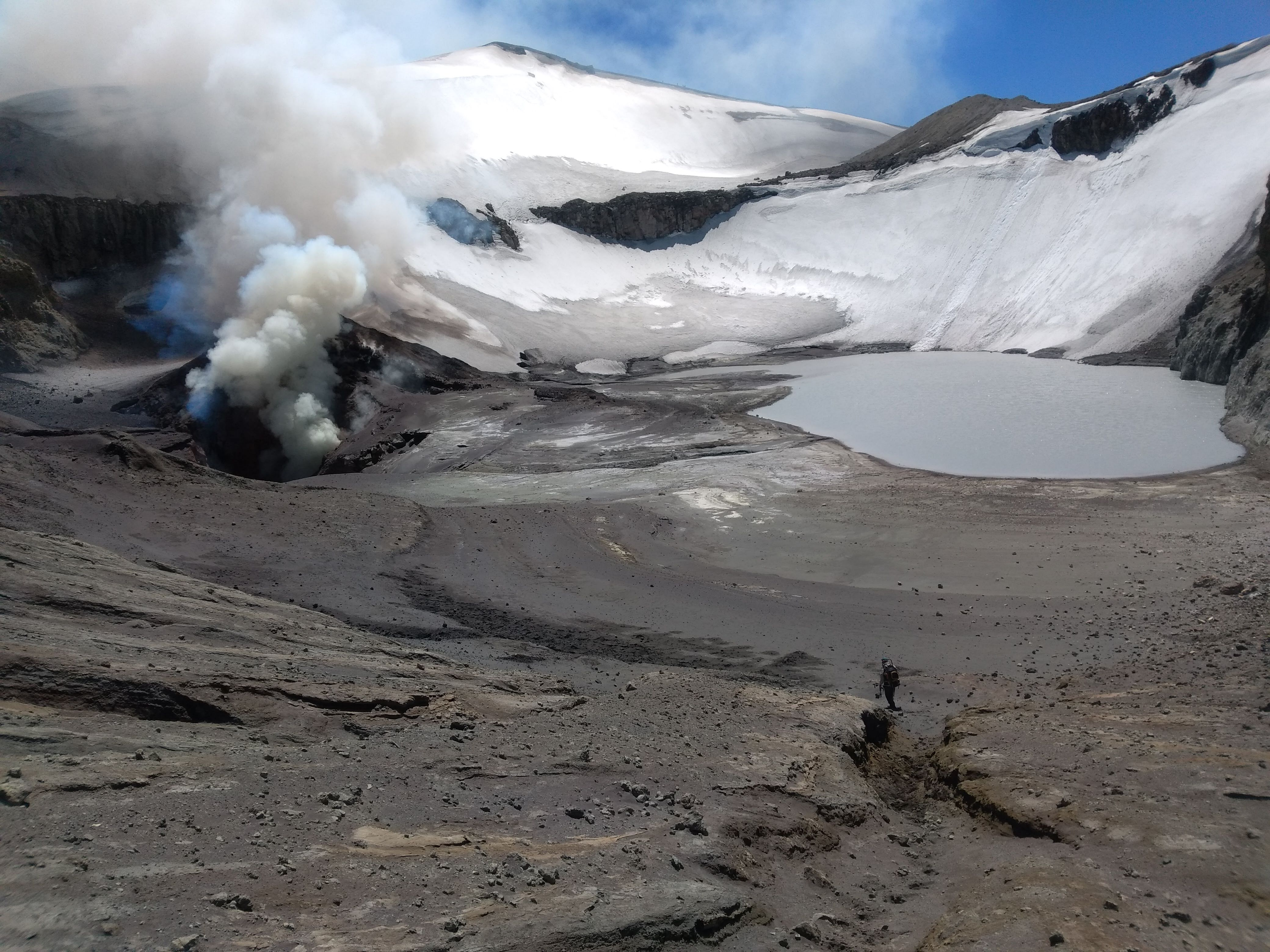
Integrantes del LESVA ingresando al cráter activo del volcán Copahue en noviembre de 2022

El LESVA tiene como prioridad la formación y consolidación de un equipo de especialistas en este campo, con la intención de transferir sus conocimientos a observatorios volcanológicos y a las comunidades interesadas. Las disciplinas abordadas incluyen la Volcanología Física, Estratigrafía Volcánica, Petrología de Rocas Volcánicas, Sismología Volcánica, Geoquímica de Fluidos, Deformación Superficial, Amenazas y Riesgo Volcánico, así como el Impacto Ambiental generado por gases y cenizas.
Los volcanes activos objeto de estudio se encuentran actualmente ubicados en los Andes del Sur, abarcando a destacados como Copahue, Domuyo y Laguna del Maule, entre otros.
Adicionalmente, se propone destacar y valorar las distintas formas de percepción y apropiación del ambiente por parte de diversos grupos sociales que habitan en la Patagonia andina, con especial énfasis en lo relacionado con el riesgo volcánico.

## Objetivos específicos

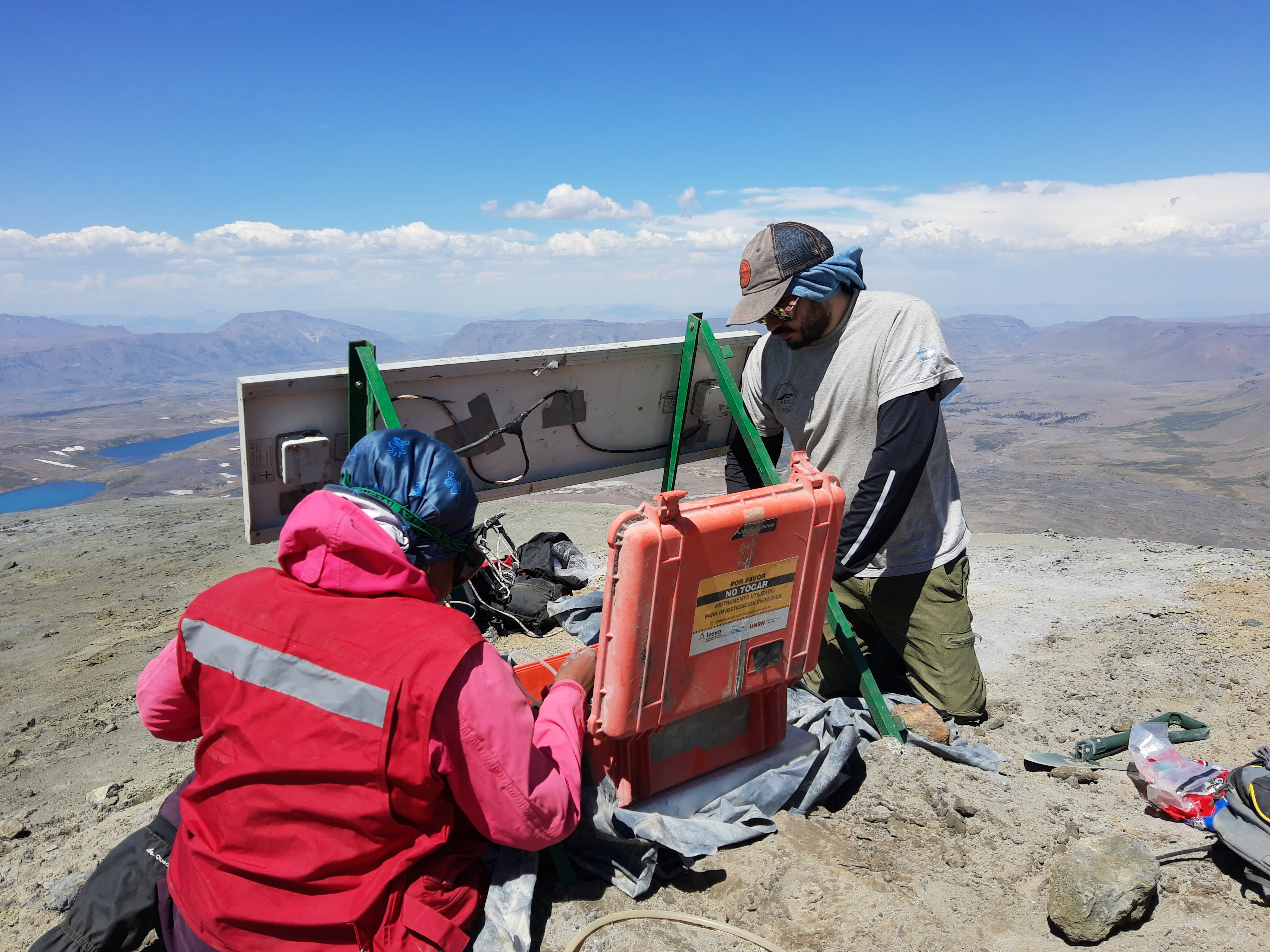
Integrantes del LESVA instalando estación multigas en el cráter del volcán Copahue.

- Sismología volcánica: llevando a cabo el estudio sismológico mediante la instalación de módulos de estaciones digitales de tres componentes con registro continuo.[1][2]
- Realizar el análisis y clasificación de los registros con programas específicos a fin de identificar eventos volcánicos y/o tectónicos (locales y/o regionales), la localización espacial y delimitación de la zona fuente y seguimiento de la misma para el resto de las señales. A través de un sistema de reconocimiento automático de señales que permita una información rápida a organismos de Protección Civil.
- Infrasonido: se utiliza en el estudio comparativo junto a la sismología para determinar o correlacionar señales sísmicas con explosiones o procesos exhalativos en el cráter.
- Geoquímica de los fluidos volcánicos y termales: para caracterizar y analizar las variaciones temporales de la composición química de los gases volcánicos y fluidos hidrotermales. De esta manera se busca describir los procesos químicofísicos que intervienen en el sistema profundo, para así lograr el entendimiento de los procesos que actúan en el ascenso y la circulación del fluido, determinando la condición de re-equilibrio y el tipo de interacción fluido/roca.[1]
- Deformación del área volcánica: a partir de mediciones aplicando técnicas remotas de DlnSAR (satelital)[4][5]
- Termometría de fumarolas y cuerpos de agua: llevar a cabo mediante mediciones periódicas in situ (con termocuplas y cámaras termográficas) y mediante sensores remotos para correlacionar la información sísmica con los cambios termométricos.
- Geología-volcanología: realizar estudios de detalle para determinar el comportamiento volcánico individual en el pasado, a partir de estudios petrológicos para determinar la evolución petrogenética del magmatismo.
- Generar modelos conceptuales sobre el comportamiento de los volcanes andinos.
- Promover todo tipo de estudio geológico, geodésico, geofísico y geoquímico que permitan un mejor conocimiento del volcán. En este sentido se procurará promover la interrelación con otros grupos nacionales e internacionales para el intercambio de experiencias y formación de jóvenes investigadores.
- Estudiar la contaminación del Medio Ambiente por gases y cenizas de origen volcánico.